# Meridiano 93 E
O meridiano 93 E é um meridiano que, partindo do Polo Norte, atravessa o Oceano Ártico, Ásia, Oceano Índico, Oceano Antártico, Antártida e chega ao Polo Sul. Forma um círculo máximo com o Meridiano 87 W.
Começando no Polo Norte, o meridiano 93º Este tem os seguintes cruzamentos:
| País, território ou mar | Notas |
| ----------------------- | --- |
| Oceano Ártico           | |
| Rússia                  | Krai de Krasnoyarsk - Ilha Komsomolets, Ilha Pioneer e Ilha da Revolução de Outubro, e Arquipélago Sedov      |
| Oceano Ártico           | Mar de Kara                                                                                                   |
| Rússia                  | Krai de Krasnoyarsk Tuva                                                                                      |
| Mongólia                | Cerca de 11 km                                                                                                |
| Rússia                  | Tuva - cerca de 10 km                                                                                         |
| Mongólia                | |
| China                   | Xinjiang Gansu Qinghai Tibete                                                                                 |
| Índia                   | Arunachal Pradesh, reclamado pela China · Assam · Mizoram · Manipur · Mizoram                                 |
| Myanmar                 | |
| Oceano Índico           | Baía de Bengala                                                                                               |
| Índia                   | Ilha Andamão Norte e Arquipélago Ritchie, Ilhas Andamão                                                       |
| Oceano Índico           | Passa a leste da ilha Car Nicobar, Ilhas Nicobar, Índia · Passa a oeste da ilha Teressa, Ilhas Nicobar, Índia |
| Oceano Antártico        | Passa a leste da Ilha Drygalski, reclamada pela Austrália                                                     |
| Antártida               | Território Antártico Australiano, reclamado pela Austrália                                                    |